# Petter Northug
Petter Northug, né le 6 janvier 1986 à Mosvik, est un fondeur norvégien, actif de 2002 à 2018. Il est l'un des meilleurs fondeurs de l'histoire. Il a remporté quatre médailles olympiques dont deux titres en 2010, seize médailles aux Championnats du monde dont treize titres entre 2007 et 2015 (contre neuf pour la légende Bjørn Dæhlie) ainsi que deux gros globes de cristal en 2010 et 2013. Il compte également 40 podiums dont 20 victoires individuelles et 8 victoires collectives en Coupe du monde entre 2006 et 2016. Il présente l'un des plus beaux palmarès du ski de fond. Seul le Tour de ski manquait à son palmarès malgré quatre podiums entre 2009 et 2012, jusqu'à ce que le Tour 2015 lui soit reattribué, à la suite de la disqualification de Martin Johnsrud Sundby. Il est élu sportif norvégien de l'année en 2009 et 2015.

## Biographie

### 2004-06: ses débuts
Petter Northug dispute ses premières compétitions lors de la saison 2003. Rapidement, il constitue l'un des plus grands espoirs du ski de fond au point que les fabricants s'intéressent à lui pour lui proposer des contrats dès novembre 2005. Ses premiers faits d'armes sont aux Championnats du monde junior qu'ils dispute à trois reprises en 2004, 2005 et 2006. Il y remporte au total huit médailles dont six titres.
Lors de sa première participation aux Championnats du monde juniors en février 2004 à Stryn en Norvège, Northug est surclassé. Âgé de 18 ans, il dispute le 10 km où il prend la 25e place, il y croise à cette occasion des fondeurs de la même génération 1986 qui plus tard joueront les premiers rôles en Coupe du monde avec lui, à savoir Dario Cologna, Maurice Manificat ou Alexey Poltaranin (ce dernier est né en 1987). En sprint, il parvient jusqu'en demi-finale et prend la 6e place finale et meilleur Norvégien.
Deux semaines précédents les Championnats du monde juniors 2005 à Rovaniemi en Finlande, Northug prend part à sa première épreuve en Coupe du monde avec une sprint à Drammen où il prend une 35e place. Lors des Mondiaux, il remporte autant de médailles que d'épreuves. Il débute par un titre mondial en poursuite 2 × 10 km, vient ensuite une médaille d'argent en sprint derrière son compatriote Even Sletten. Il ajoute un second titre mondial sur le 10 km (dans lequel le futur biathlète Emil Hegle Svendsen prend la médaille de bronze). Enfin il complète sa collection de médailles avec l'argent au relais où à son passage (le deuxième sur les quatre relais), il place son équipe en tête de la course avec douze secondes d'avance sur les futurs vainqueurs russes alors qu'il comptait au départ une vingtaine de secondes de retard.
Lors de la saison 2005-2006, il devient champion de Norvège de la poursuite devant Frode Estil et dispute quelques courses de Coupe du monde et y inscrit ses premiers points lors du 15 km à Beitostoelen le 11 novembre 2005. Il se rend alors à ses troisièmes Championnats du monde juniors dans la peau du favori. Il y confirme sa précocité avec cette fois-ci quatre titres mondiaux en quatre courses. Tout d'abord, il remporte le sprint suivi du 10 km devant Martin Jakš et Cologna puis du 2 × 10 km devant Ilia Chernousov. Enfin, il réalise le sans faute avec l'or en relais en tant que dernier relayeur. Il devient le premier fondeur à remporter cinq titres individuels dans l'histoire de la compétition. Un mois plus tard, il prend part à la poursuite 2 × 10 km de Falun en Coupe du monde et remporte sa première victoire en Coupe du monde devenant l'un des plus jeunes vainqueurs d'une épreuve de Coupe du monde à 20 ans, il devance à cette occasion les Allemands Tobias Angerer et Axel Teichmann. Enfin, il prend une 15e place sur le 50 km d'Oslo où il est le plus jeune participant suivie d'un nouveau podium lors de la poursuite de Sapporo. Il termine la saison à la 14e place du classement de la Coupe du monde en ayant participé qu'à neuf épreuves sur les vingt-quatre au programme.

### Premier coup d'éclat aux Mondiaux 2007
Pour la saison 2007, il fait partie intégrante de l'équipe de Norvège en Coupe du monde. Son début de saison est prometteur jusqu'aux Championnats du monde de Sapporo de février 2007. Il prend part à la première édition du Tour de ski où il prend la quatrième place derrière Angerer, Alexander Legkov et Simen Østensen. Il arrive aux Championnats du monde dans la peau d'un outsider où il dispute quatre épreuves. Il prend part tout d'abord au sprint par équipes avec Tor Arne Hetland avec une 7e place. Le lendemain en poursuite de 30 km, il reste au contact des meilleurs avant de placer une attaque sur la fin, mais il chute en se prenant le ski dans la poudreuse et prend finalement la 5e place. Auteur d'une 24e place sur le 15 km, il termine ses mondiaux en étant sélectionné dans le relais 4 × 10 km en compagnie d'Eldar Rønning, Odd-Bjørn Hjelmeset et Lars Berger. Placé comme dernier relayeur, il offre à son pays la médaille d'or en plaçant une attaque dans le dernier kilomètre et laissant derrière lui Eugeniy Dementiev et Anders Södergren. Pour sa fin de saison, il retrouve la Coupe du monde et remporte son deuxième succès lors du sprint de Lahti. C'est une 7e place au classement général qu'il obtient notamment en raison de sa victoire à Lahti et de sa 4e place au Tour de ski.
Lors de la saison 2008, Northug est en retrait, il termine 12e au général en raison de sa 8e place au Tour de ski, où il remporte une étape de sprint à Asiago et le classement du sprint, et une 6e place aux Finales de la Coupe du monde.

### Triplé aux Mondiaux 2009

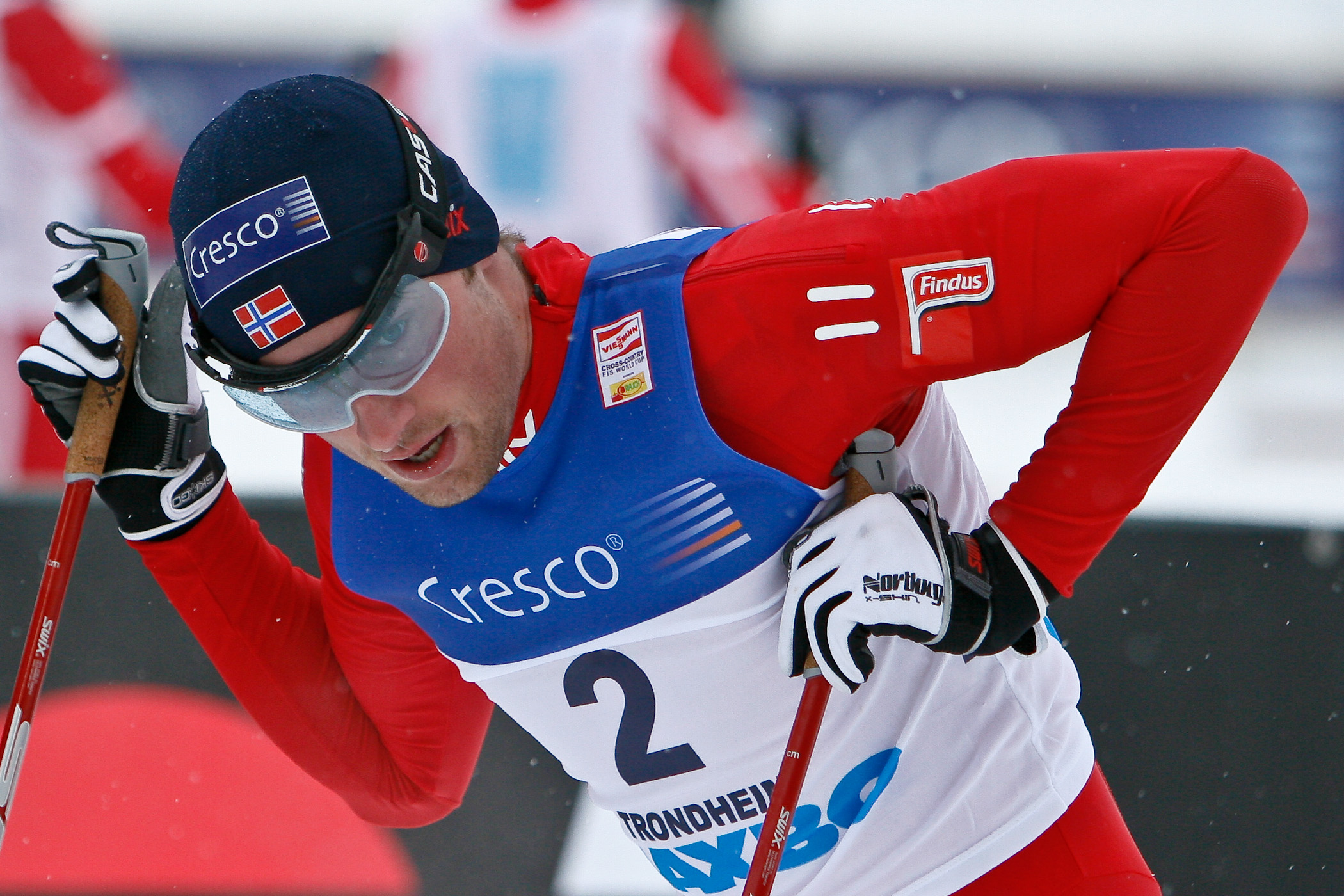
Northug à Trondheim en 2009.

Northug réussit son début de saison 2009 en montant sur le podium lors de ses quatre premières épreuves. Après une troisième place sur le 15 km de Gällivare, Northug aligne trois succès avec deux relais (Gällivare et la Clusaz) et un 30 km à la Clusaz, il prend alors la tête du classement général. Lors du Tour de ski, il confirme les attentes placées en lui en terminant deuxième derrière Cologna (il y remporte une étape lors du sprint de Nove Mesto).
Il arrive aux Mondiaux de Liberec avec le statut de favori. Finalement aligné sur le 15 km en classique, Northug ne fait qu'une lointaine 29e place. Toutefois, la donne change pour les trois autres épreuves auxquelles il prend part. Sur le 30 km, il résiste à l'attaque d'Anders Södergren pour ensuite placer la sienne, laissant ses concurrents derrière lui. Contrairement à 2007, il n'est pas victime d'une chute et s'impose pour remporter sa première médaille d'or en individuel. Dans le relais 4 × 10 km, il est de nouveau placé dernier relayeur comme en 2007. Prenant son relais avec quinze secondes de retard sur le relais allemand emmené par Teichmann, Northug revient à sa hauteur pour finalement s'imposer en plaçant une attaque dans les derniers mètres et permettre à la Norvège de conserver son titre. Enfin, en clôture des Championnats du monde, dans le 50 km avec départ en ligne, Northug reste au contact d'Angerer lorsque ce dernier place une attaque en fin de course avant de le déposer dans la dernière ligne droite. Il est la star des Mondiaux avec trois titres à 23 ans, seul fondeur à réaliser cette performance à cette édition 2009.
En retour de ces Mondiaux, Northug remporte son quatrième succès en Coupe du monde avec le sprint de Lahti, puis monte sur le podium du sprint de Trondheim. Lors des Finales de la Coupe du monde, il prend la 4e place tandis que Cologna remporte l'ultime épreuve, remportant du même coup le gros globe de cristal devant Northug.

### 2010: le globe de cristal et deux titres olympiques

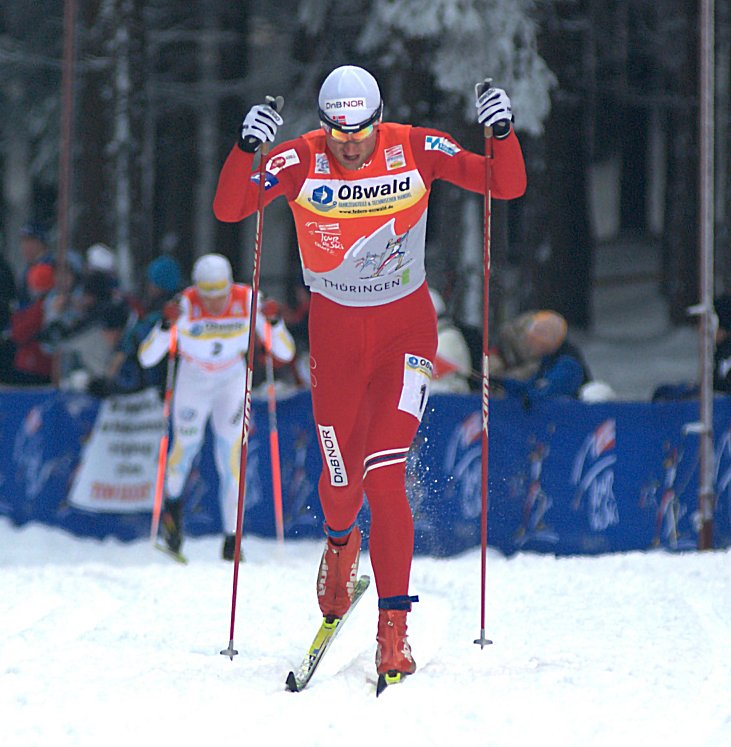
Northug au Tour de ski 2010.

Northug entame la saison 2010 avec deux victoires sur le relais de Beitostoelen et le 15 km de Kuusamo. Il réalise un nouveau doublé lors de l'étape de Rogla mi-décembre en s'imposant en sprint et sur le 30 km, et occupe avant le Tour de ski la tête du classement général. Sur le Tour de ski, il remporte les trois étapes composées d'un prologue, d'un 15 km et d'un 30 km, mais échoue à la seconde place derrière Lukáš Bauer qui le dépasse dans l'ultime étape. Northug se préserve ensuite pour les Jeux olympiques de Vancouver et ne participe à aucune épreuve entre le Tour de ski et les JO où il est annoncé comme l'une des têtes d'affiche.
D'entrée, Northug rate le 15 km en prenant une lointaine 41e place en se relevant à cause d'un mauvais choix de skis. Il prend ensuite le bronze en sprint derrière les Russes Nikita Kriukov et Alexander Panzhinskiy, gêné par une chute en finale entre Alexei Poltaranin et Øystein Pettersen. Il s'agit de sa première médaille olympique. Dans l'épreuve de la poursuite, il fait face à une stratégie suédoise emmenée par Marcus Hellner et Johan Olsson qui parvient à le contenir et à le contrer, Northug finissant à une 11e place. Après deux échecs, il décroche enfin un premier titre olympique dans le sprint par équipes avec Pettersen puis l'argent dans le relais. Enfin, il confirme son statut avec un nouveau titre olympique dans l'épreuve du 50 km où il s'impose dans un sprint final devant Teichmann  et Olsson. Avec quatre médailles olympiques dont deux titres, Northug réussit ses premiers Jeux olympiques où il est le fondeur le plus médaillé.
Sur la fin de saison en Coupe du monde, Northug s'offre un succès de prestige sur le 50 km d'Oslo et prend une sérieuse option sur le gros globe de cristal. Lors des finales de la Coupe du monde, il remporte deux des quatre étapes ainsi que le mini tour, et enlève le classement général et de la distance devant Bauer et Hellner.

### 2011: des Mondiaux à domicile

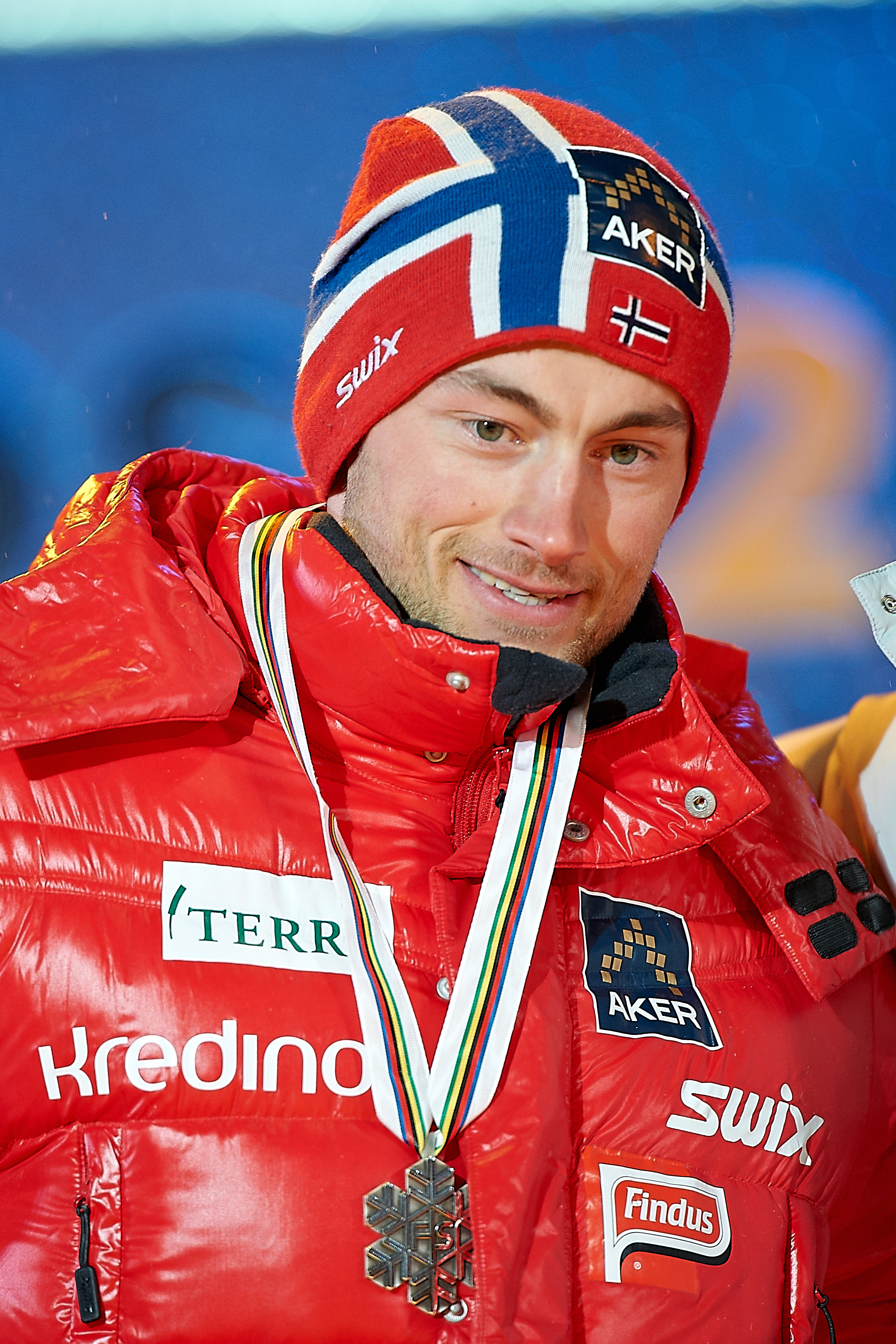
Northug avec sa médaille d'argent du 15 km remportée aux Mondiaux d'Oslo autour du cou.

Lors de la saison 2011, Northug axe sa saison sur les Championnats du monde qui ont lieu à Oslo. Auteur de deux podiums à la Clusaz mi-décembre, Northug participe au Tour de ski 2011 où, avec Bauer et Cologna, il fait cité comme favori. Sur les huit étapes du Tour de ski, il monte sur quatre podiums dont une victoire sur le 20 km. Accusant 1 minute 18 secondes de retard sur Cologna lors de la dernière étape, il donne son maximum pour échouer à 27 secondes. Il s'agit de sa troisième seconde place sur le Tour de ski d'affilée. Pour préparer les Mondiaux, il monte deux fois sur le podium à Drammen dans un sprint et un 15 km le week-end précédant l'évènement.
Il prend d'entrée la médaille d'argent en sprint derrière Hellner. Vexé, il s'impose dans la poursuite trois jours plus tard devant les Russes Vylegzhanin et Chernousov. En sprint par équipes, il est surpris par le duo canadien en finale et remporte une nouvelle médaille d'argent. Lors du relais, il est positionné en dernier relayeur, laissant ses adversaires assurer le tempo, il place une attaque dans les derniers hectomètres et part s'imposer pour un nouveau titre, se permettant même de s'arrêter devant la ligne d'arrivée en attendant son poursuivant Hellner. Enfin, dans la course reine des Mondiaux, le 50 km, Northug affirme clairement qu'il est la star de l'évènement en gagnant sa cinquième médaille avec l'or devant Vylegzhanin et Gjerdalen. Il compte désormais neuf médailles aux Mondiaux dans sa carrière.
Il termine la saison en s'imposant dans les Finales de la Coupe du monde à Falun devant Krog et Cologna. Toutefois son retard était trop important pour remporter un nouveau globe de cristal, il termine 2e du général derrière Cologna.

### 2012: duel avec Cologna

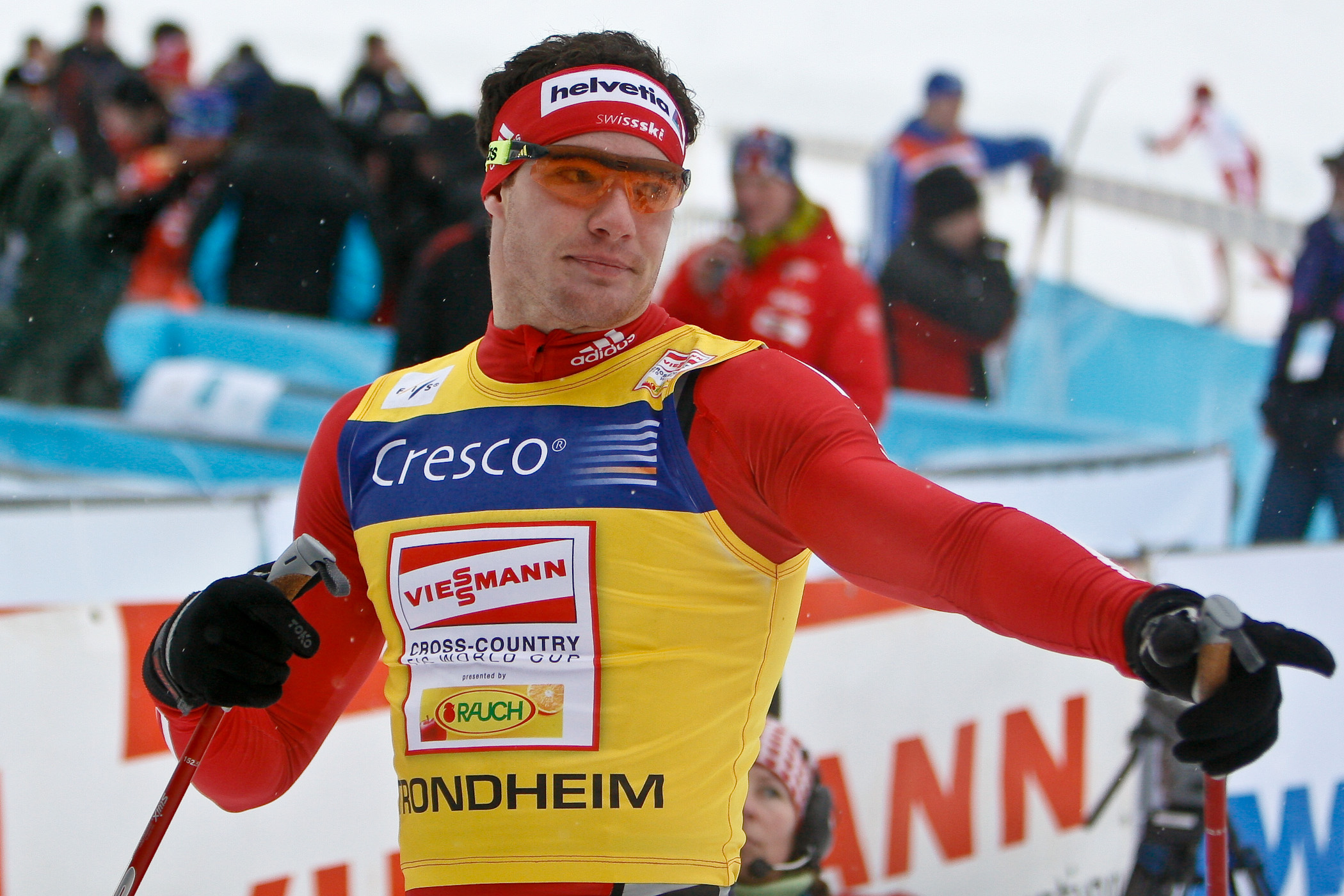
Dario Cologna constitue l'un de ses plus grands rivaux.

La saison 2012 constitue l'un des volets du duel qui oppose Northug à Cologna depuis qu'ils sont juniors. Northug commence la saison en remportant la Nordic Opening de Kuusamo devant le Suisse et s'empare de la tête du classement général jusqu'au Tour de ski qui est son objectif principal. Lors de celui-ci, Northug parvient à maîtriser le Suisse jusqu'à la septième étape où Cologna part dans un solo sur le 32 km et laissant Northug à 1 minute 20 secondes derrière lui. Northug ne parvient pas à combler son retard et se voit même dépasser par Hellner lors de la dernière étape, il termine 3e de ce Tour de ski et perd la tête du classement général que Cologna conserve jusqu'à la fin de saison. Il décide alors de participer à la Vasaloppet en mars 2012 et met un terme à sa saison en Coupe du monde début février. Alors que l'évènement approche, Northug déclare finalement forfait en raison d'un virus intestinal fin février. Au général de la Coupe du monde, il termine sur la troisième marche derrière Cologna et Devon Kershaw.

### Saison 2013
En ce début de saison 2013, Northug monte à deux reprises sur le podium lors des étapes du Nordic Opening et s'impose dans ce mini tour, son quatorzième succès individuel en Coupe du monde de sa carrière. Il devance le russe Maxim Vylegzhanin et le Kazakh Alexey Poltoranin dans un sprint final, et déclare à l'issue de celle-ci qu'il s'agit de sa plus difficile victoire de sa carrière. (« I think today was the toughest victory of my career. »). Il s'empare alors de la tête du classement général de la Coupe du monde qu'il remportera finalement malgré la concurrence forte d'Alexander Legkov et de Dario Cologna, tenant du titre. Lors des Mondiaux de Val di Fiemme, il débute avec une deuxième place en sprint, puis une quatrième place au skiathlon avant de remporter son huitième titre mondial (son cinquième en individuel) lors du 15 km libre alors qu'il n'était pas certain de participer à la course.

### Saison 2014
Il commence sa saison par une treizième place au Nordic Opening à Kuusamo. Sur le Tour de ski, il gagne le dix kilomètres classique à Val di Fiemme et se classe troisième finalement de la course. Pour ses deuxièmes Jeux olympiques, il ne réédite pas ses performances passées et ne fait mieux que dixième sur le sprint.

### Saison 2015 et 2016
Il se classe à l'origine deuxième du Tour de ski, seulement devancé par Martin Johnsrud Sundby. Ce dernier est plus tard disqualifié en raison d'une affaire de dopage et Northug récupère le trophée, pour s'adjuger le seul titre majeur qui lui manquait. Lors des Championnats du monde de Falun, il remporte pour la première fois le titre mondial du sprint, disputé cette année en style classique. Il enchaîne par un succès sur le team sprint (par équipes) avec Finn Hågen Krogh. Au relais, il remporte la médaille d'or une nouvelle fois, pour porter sa série à 5 titres consécutifs dans la discipline (un record), puis pour finir les Mondiaux, il confirme son statut de star de la compétition avec son treizième titre personnel sur le cinquante kilomètres classique, en battant au sprint avec son finish habituel le Tchèque Lukáš Bauer.
Il est deuxième du classement général de la Coupe du monde cet hiver.
En février 2016, il monte sur deux podiums en sprint, en finissant troisième à Stockholm et gagnant à Drammen (sa dernière victoire au niveau mondial), ce qui le place deuxième du classement de la spécialité en Coupe du monde. Il termine l'hiver par une troisième place au Ski Tour Canada.

### 2016-2018: Fin de carrière
En 2016-2017, il est peu souvent présent en Coupe du monde (6 départs) avec pour meilleur résultat une quatrième place.
En 2018, il n'est pas sélectionné pour les Jeux olympiques à Pyeongchang, Northug n'obtenant aucun résultat significatif.
En décembre 2018, il annonce la fin de sa carrière sportive, alors qu'il tentait de revenir de maladie.

## Vie personnelle
Son frère Tomas est également skieur de fond, champion du monde junior en 2010. Il a également un autre frère encore plus jeune Even qui pratique le ski de fond au niveau international.

### Accident et ennuis judiciaires en 2014
Le 4 mai 2014, Petter Northug percute sa voiture dans un accident près de chez lui à Byåsen alors qu'il conduisait sous l'influence de l'alcool.
En août 2020, il est arrêté au volant en excès de vitesse et également pour possession de stupéfiants. Il reconnaît ses problèmes d'addiction aux drogues et l'alcool devant la presse. Au mois de décembre 2020, il reçoit une peine de sept mois de prison.

## Palmarès

### Jeux olympiques d'hiver
Petter Northug compte deux participations aux Jeux olympiques d'hiver en 2010 et 2014. À Vancouver, il remporte quatre médailles dont deux titres en sprint par équipes (avec Øystein Pettersen) et sur le 50 km classique, une médaille d'argent au relais (avec Martin Johnsrud Sundby, Odd-Bjoern Hjelmeset et Lars Berger) et une médaille de bronze en sprint derrière Nikita Kriukov et Alexander Panzhinskiy.
| Épreuve / Édition | Sprint                           | Sprint                              | 15 km                            | 15 km                            | Poursuite / Skiathlon 2 × 15 km | 50 km                          | Relais                         | Relais                             |
| Épreuve / Édition | libre                            | classique                           | libre                            | classique                        | Poursuite / Skiathlon 2 × 15 km | 50 km                          | Sprint                         | 4 × 10 km                          |
| JO 2010 Vancouver | Épreuve inexistante à cette date | Médaille de bronze, Jeux olympiques | 41e                              | Épreuve inexistante à cette date | 11e                             | Médaille d'or, Jeux olympiques | Médaille d'or, Jeux olympiques | Médaille d'argent, Jeux olympiques |
| JO 2014 Sotchi    | 10e                              | Épreuve inexistante à cette date    | Épreuve inexistante à cette date | —                                | 17e                             | 18e                            | 4e                             | 4e                                 |

Légende :
- : première place, médaille d'or
- : deuxième place, médaille d'argent
- : troisième place, médaille de bronze
- : pas d'épreuve
- — : Non disputée par Petter Northug

### Championnats du monde
Petter Northug remporte seize médailles lors des championnats du monde dont treize titres. Lors de sa première participation en 2007 à Sapporo, il remporte le titre en relais avec Eldar Rønning, Odd-Bjørn Hjelmeset et Lars Berger. Lors de l'édition de 2009, il remporte trois titres mondiaux avec la poursuite devant Anders Södergren et Giorgio di Centa, le 50 km devant Maxim Vylegzhanin et Tobias Angerer, et le relais avec Rønning, Hjelmeset et Tore Ruud Hofstad. Lors des Mondiaux 2011, il gagne cinq autres médailles dont trois titres - la poursuite devant Vylegzhanin et Ilia Chernousov, le 50 km devant Vylegzhanin et Tord Asle Gjerdalen, et le relais avec Rønning, Martin Johnsrud Sundby et Gjerdalen, et deux médailles d'argent en sprint derrière Marcus Hellner et le sprint par équipes avec Ola Vigen Hattestad. Il remporte deux nouveaux titres en 2013, le 15 kilomètres libre et le relais, où il est associé à Tord Asle Gjerdalen, Eldar Rønning et Sjur Røthe, et l'argent sur le sprint. Lors des championnats du monde de Falun en 2015, il obtient un dixième titre de champion du monde en remportant l'épreuve de sprint classique devant Alex Harvey et Ola Vigen Hattestad, devenant le premier skieur de l'histoire médaillé d'or dans toutes les épreuves des championnats du monde. 
| Épreuve / Édition           | Sprint                           | Sprint                           | 15 km                            | 15 km                            | Poursuite / Skiathlon 2 × 15 km | 50 km                | Relais                   | Relais               |
| Épreuve / Édition           | libre                            | classique                        | libre                            | classique                        | Poursuite / Skiathlon 2 × 15 km | 50 km                | Sprint                   | 4 × 10 km            |
| Mondiaux 2007 Sapporo       | Épreuve inexistante à cette date | —                                | 24e                              | Épreuve inexistante à cette date | 5e                              | —                    | 7e                       | Médaille d'or, monde |
| Mondiaux 2009 Liberec       | —                                | Épreuve inexistante à cette date | Épreuve inexistante à cette date | 29e                              | Médaille d'or, monde            | Médaille d'or, monde | —                        | Médaille d'or, monde |
| Mondiaux 2011 Oslo          | Médaille d'argent, monde         | Épreuve inexistante à cette date | Épreuve inexistante à cette date | —                                | Médaille d'or, monde            | Médaille d'or, monde | Médaille d'argent, monde | Médaille d'or, monde |
| Mondiaux 2013 Val di Fiemme | Épreuve inexistante à cette date | Médaille d'argent, monde         | Médaille d'or, monde             | Épreuve inexistante à cette date | 4e                              | 21e                  | 11e                      | Médaille d'or, monde |
| Mondiaux 2015 Falun         | Épreuve inexistante à cette date | Médaille d'or, monde             | 62e                              | Épreuve inexistante à cette date | 11e                             | Médaille d'or, monde | Médaille d'or, monde     | Médaille d'or, monde |
| Mondiaux 2017 Lahti         | 5e                               | Épreuve inexistante à cette date | Épreuve inexistante à cette date | —                                | —                               | 8e                   | —                        | —                    |

Légende :
- : première place, médaille d'or
- : deuxième place, médaille d'argent
- : troisième place, médaille de bronze
- : pas d'épreuve
- — : Non disputée par Petter Northug

### Coupe du monde
- 2 gros globes de cristal en 2010 et en 2013.
- 1 petit globe de cristal :
  - Vainqueur du classement de la distance en 2010.
- 52 podiums : 
  - 40 podiums en épreuve individuelle : 20 victoires, 12 deuxièmes places et 8 troisièmes places.
  - 12 podiums en épreuve par équipes dont 9 victoires, 1 deuxième place et 2 troisièmes places.
- 44 podiums sur des étapes de tour : 18 victoires, 17 deuxièmes places et 9 troisièmes places.

#### Classements en Coupe du monde
| Saison / Épreuve | Saison / Épreuve | Général | Général | Distance | Distance | Sprint | Sprint | Tour de ski                      | Finales                          | Nordic Opening                   | Ski Tour Canada                  |
| ---------------- | ---------------- | ------- | ------- | -------- | -------- | ------ | ------ | -------------------------------- | -------------------------------- | -------------------------------- | -------------------------------- |
| Saison / Épreuve | Saison / Épreuve | Class.  | Points  | Class.   | Points   | Class. | Points | Tour de ski                      | Finales                          | Nordic Opening                   | Ski Tour Canada                  |
| 2006             | 2006             | 14e     | 309     | 14e      | 225      | 24e    | 84     | Épreuve inexistante à cette date | Épreuve inexistante à cette date | Épreuve inexistante à cette date | Épreuve inexistante à cette date |
| 2007             | 2007             | 7e      | 443     | 24e      | 119      | 18e    | 124    | 4e                               | Épreuve inexistante à cette date | Épreuve inexistante à cette date | Épreuve inexistante à cette date |
| 2008             | 2008             | 12e     | 475     | 24e      | 166      | 14e    | 181    | 8e                               | 6e                               | Épreuve inexistante à cette date | Épreuve inexistante à cette date |
| 2009             | 2009             | 2e      | 1220    | 3e       | 492      | 5e     | 308    | 2e                               | 4e                               | Épreuve inexistante à cette date | Épreuve inexistante à cette date |
| 2010             | 2010             | 1er     | 1621    | 1er      | 749      | 2e     | 352    | 2e                               | 1er                              | Épreuve inexistante à cette date | Épreuve inexistante à cette date |
| 2011             | 2011             | 2e      | 1236    | 4e       | 512      | 7e     | 204    | 2e                               | 1er                              | Épreuve inexistante à cette date | Épreuve inexistante à cette date |
| 2012             | 2012             | 3e      | 1199    | 5e       | 619      | 21e    | 140    | 3e                               |                                  | 1er                              | Épreuve inexistante à cette date |
| 2013             | 2013             | 1er     | 1561    | 3e       | 632      | 2e     | 329    | 4e                               | 1er                              | 1er                              | Épreuve inexistante à cette date |
| 2014             | 2014             | 7e      | 539     | 9e       | 205      | 25e    | 94     | 4e                               | -                                | 13e                              | Épreuve inexistante à cette date |
| 2015             | 2015             | 3e      | 961     | 5e       | 395      | 8e     | 214    | 1er                              | Épreuve inexistante à cette date | 15e                              | Épreuve inexistante à cette date |
| 2016             | 2016             | 2e      | 1602    | 8e       | 526      | 2e     | 476    | 4e                               | Épreuve inexistante à cette date | 2e                               | 3e                               |
| 2017             | 2017             | 65e     | 94      | 118e     | 100      | 27e    | 93     | —                                | —                                | Abandon                          | Épreuve inexistante à cette date |

#### Détail des victoires
Petter Northug compte vingt victoires individuelles en Coupe du monde, seuls trois fondeurs ont fait mieux : Bjørn Dæhlie (46 victoires), Vladimir Smirnov  et Gunde Svan (30 victoires). Parmi ses victoires les plus prestigieuses, il s'est imposé notamment lors des Finales à Falun de la Coupe du monde 2010 et 2011, lors du Nordic Opening de Kuusamo en 2012 et 2013 et sur le 50 km style libre d'Oslo en 2010.
| Épreuve / Édition | Sprint | Sprint    | 15 km | 15 km     | Poursuite ou skiathlon | 30 km     | 30 km     | 50 km        | Tour de ski ou Finales ou Nordic Opening |
| Épreuve / Édition | libre  | classique | libre | classique | Poursuite ou skiathlon | libre     | classique | 50 km        | Tour de ski ou Finales ou Nordic Opening |
| 2005-06           |        |           |       |           | Falun                  |           |           |              |                                          |
| 2006-07           | Lahti  |           |       |           |                        |           |           |              |                                          |
| 2008-09           | Lahti  |           |       |           |                        | La Clusaz |           |              |                                          |
| 2009-10           |        | Rogla     |       | Kuusamo   |                        |           | Rogla     | Oslo (libre) | Finales                                  |
| 2010-11           |        |           |       |           |                        |           |           |              | Finales                                  |
| 2011-12           |        |           |       | Rogla     |                        | Davos     |           |              | Nordic Opening                           |
| 2012-13           | Sotchi | Drammen   |       | Lahti     |                        |           |           |              | Nordic Opening Finales                   |
| 2014-15           |        |           |       |           |                        |           |           |              | Tour de ski                              |
| 2015-16           |        | Drammen   |       |           |                        |           |           |              |                                          |

#### Victoires d'étapes
Il aussi remporté dix-huit étapes de mini-tours, dont onze du Tour de ski.
| Numéro | Date             | Lieu                 | Discipline                                   | Course                |
| ------ | ---------------- | -------------------- | -------------------------------------------- | --------------------- |
| 1.     | 4 janvier 2008   | Asiago               | Sprint libre                                 | Tour de ski 2007-2008 |
| 2.     | 1er janvier 2009 | Nové Město na Moravě | Sprint libre                                 | Tour de ski 2008-2009 |
| 3.     | 1er janvier 2010 | Oberhof              | 3,75 kilomètres libre / prologue             | Tour de ski 2010      |
| 4.     | 2 janvier 2010   | Oberhof              | 15 kilomètres classique en poursuite         | Tour de ski 2010      |
| 5.     | 6 janvier 2010   | Toblach              | 35 kilomètres libre en poursuite             | Tour de Ski 2010      |
| 6.     | 20 mars 2010     | Falun                | 2 × 10 kilomètres skiathlon                  | Finales               |
| 7.     | 8 janvier 2011   | Val di Fiemme        | 20 kilomètres classique avec départ en masse | Tour de ski 2010-2011 |
| 8.     | 19 mars 2011     | Falun                | 2 × 10 kilomètres skiathlon                  | Finales               |
| 9.     | 26 novembre 2011 | Kuusamo              | 10 kilomètres libre                          | Nordic Opening 2011   |
| 10.    | 29 décembre 2011 | Oberhof              | 3,75 kilomètres libre / prologue             | Tour de ski 2011-2012 |
| 11.    | 1er janvier 2012 | Oberstdorf           | 2 × 10 kilomètres skiathlon                  | Tour de ski 2011/12   |
| 12.    | 29 décembre 2012 | Oberhof              | 4 kilomètres libre / prologue                | Tour de ski 2012-2013 |
| 13.    | 3 janvier 2013   | Toblach              | 35 kilomètres libre en poursuite             | Tour de ski 2012-13   |
| 14.    | 20 mars 2013     | Stockholm            | Sprint classique                             | Finales               |
| 15.    | 22 mars 2013     | Falun                | 3,3 kilomètres libre / prologue              | Finales               |
| 16.    | 4 janvier 2014   | Val di Fiemme        | 10 kilomètres classique                      | Tour de ski 2013-2014 |
| 17.    | 4 janvier 2015   | Oberstdorf           | 15 kilomètres classique en poursuite         | Tour de ski 2014-2015 |
| 18.    | 8 janvier 2015   | Toblach              | 25 kilomètres libre en poursuite             | Tour de ski 2015      |

### Championnats du monde junior
En trois participations aux Championnats du monde juniors, Petter Northug a remporté huit médailles dont six titres Mondiaux. Lors de sa première participation à Stryn, Northug ne parvient pas à remporter de médaille. En 2005, il s'impose dans deux épreuves - sprint et poursuite - avant de remporter la médaille d'argent dans le relais. Enfin en 2006, il remporte toutes les épreuves auxquelles il participe c'est-à-dire le 10 km, le sprint, la poursuite et le relais.
| Épreuve / Édition       | Sprint                           | Sprint                           | 10 km                            | 10 km                            | Poursuite 2 × 10 km              | Relais                           |
| Épreuve / Édition       | libre                            | classique                        | libre                            | classique                        | Poursuite 2 × 10 km              | Relais                           |
| Mondiaux 2004 Stryn     | 6e                               | Épreuve inexistante à cette date | 25e                              | Épreuve inexistante à cette date | Épreuve inexistante à cette date | Épreuve inexistante à cette date |
| Mondiaux 2005 Rovaniemi | Épreuve inexistante à cette date | Médaille d'argent                | Médaille d'or                    | Épreuve inexistante à cette date | Médaille d'or                    | Médaille d'argent                |
| Mondiaux 2006 Kranj     | Médaille d'or                    | Épreuve inexistante à cette date | Épreuve inexistante à cette date | Médaille d'or                    | Médaille d'or                    | Médaille d'or                    |

### Autres
Il remporte le classement général de la Coupe de Scandinavie en 2006 et compte quatre victoires dans cette compétition.
Il remporte 14 titres de champion de Norvège, dont 7 en individuel.

## Distinctions
Il est élu sportif norvégien de l'année 2009 et 2015.